# Irène Battaille
Irène Battaille (Antwerpen, 26 mei 1913 - Caylus, 13 december 2012) was een Belgisch kunstschilderes, aquarelliste en tekenaarster.
Ze was leerlinge aan de Academie van Berchem en van het Hoger Rijksinstituut voor Schone Kunsten in Antwerpen, onder Isidore Opsomer. 
Haar thema's waren landschappen, dorpsgezichten, bloemen, stillevens en havens. Ze schilderde in neo-expressionistische trant met een kenmerkend helder kleurgebruik. In de periode 1960-1961 waagde zij zich aan non-figuratieve thema's.
Ze is de moeder van kunstschilderes Eline Rausenberger (°Antwerpen, 1944).

## Tentoonstellingen
- 1973, Antwerpen, Galerij Paolo

## Musea
- Doornik, Musée des Beaux-Arts